# サン・グレゴーリオ・ネッレ・アルピ
サン・グレゴーリオ・ネッレ・アルピ（伊: San Gregorio nelle Alpi）は、イタリア共和国ヴェネト州ベッルーノ県にある、人口約1,500人の基礎自治体（コムーネ）。

## 地理

### 位置・広がり

#### 隣接コムーネ
隣接するコムーネは以下の通り。
- チェジオマッジョーレ
- サンタ・ジュスティーナ
- ソスピローロ

### 気候分類・地震分類
気候分類では、zona F, 3418 GGに分類される。
また、イタリアの地震リスク階級 (it) では、zona 2 (sismicità media) に分類される。

## 行政

### 分離集落
サン・グレゴーリオ・ネッレ・アルピには、以下の分離集落（フラツィオーネ）がある。
- Muiach, Paderno, Roncoi